# Vasavurt
Vasavurt fou un nakharar armeni que governava a la comarca de Karqayin al segle v.
El 483 es va revoltar i va agafar el títol reial, però no va ser seguit per altres nakharark i no va poder fer front als perses.